# Atracis inaequalis
Atracis inaequalis är en insektsart som först beskrevs av Walker 1858.  Atracis inaequalis ingår i släktet Atracis och familjen Flatidae. Inga underarter finns listade i Catalogue of Life.